# Đùa yêu
Pantagarn Ruk (tên tiếng Thái: พันธกานต์รัก, tên tiếng Việt: Đùa yêu) là bộ phim truyền hình Thái Lan phát sóng vào năm 2018. Phim phát sóng trên kênh Channel 7 (CH7) với sự tham gia của Artit Tangwiboonpanit và Mookda Narinrak.

## Nội dung
Pantagan, chàng hiso đẹp trai thần thánh, chủ nhân danh hiệu "Soái ca đổ đứ đừ" bởi vì anh bước đến nơi nào nơi đấy đổ rạp hết. Thế nhưng tính cách lại hoàn toàn bất đồng với vẻ ngoài khiến cho chẳng ai có thể chịu nổi ngay đến cả bố ruột. Thế nhưng người như Pantagan vốn dĩ có để ai vào mắt bao giờ. Khi mà bố ruột quyết định đi bước nữa để có thể tìm được hạnh phúc mới, anh đột nhiên trở thành kẻ thừa thãi trong gia đình và bị đẩy vào một trường nội trú từ khi còn nhỏ. Ngày trở về anh quyết định phá hủy hạnh phúc của gia đình bố nên theo đuổi con gái của mẹ kế, Prapai. Nhưng với tính cách tự phụ, ngang bướng, luôn chống đối lại anh ấy của cô nàng lại vô tình cảm hóa được anh và khiến trái tim anh đập lỗi nhịp tự lúc nào.

## Diễn viên
| Nhân vật                           | Diễn viên                        |
| ---------------------------------- | -------------------------------- |
| Panthakan Khomphimuk (Pan)         | Artit Tangwiboonpanit            |
| Prapai (Pai)                       | Mookda Narinrak                  |
| Noppachon (Chon)                   | Nattasha Nauljam                 |
| Thongek (Ek)                       | Ronnadet Wongsaroj               |
| Temfah (Fah)                       | Nattarin Suwannalerd             |
| Techin (Chin)                      | Pitipon Porntrisat               |
| Bussababan (Bunny)                 | Sirin Kohkiat                    |
| Saenkom Khomphimuk (Saen) (bố Pan) | Montri Janeaksorn                |
| Chormuang                          | Savitree Samipak                 |
| Nikan                              | Sakolrat Puntace                 |
| Dì Pin                             | Prima Ratchata                   |
| Noppadon                           | Athiwad Sanidwong Na Ayoodthayaa |
| Rek                                | Teerapol Homjom                  |
| Toeng                              | Narongsak Angkabb                |
| Max                                | Chaleumpol Tikumpornteerawong    |
| Tahtian                            | Pongprayoon Rachapai             |
| Praethong Khomphimuk               | Khwanruedi Klomklom              |
| Lung Jit                           | Charlie Kadeeded                 |
| Kongpop                            | Weerachai Hattakovit             |
| Prapai (nhỏ)                       | Bé Napak Jenjitranon             |

## Ca khúc nhạc phim
- ปลดปล่อย / Bplot Bploy - Thanasit Jaturaput
- คนข้างใน / Kon Kahng Nai - Patcha Anek-ayuwat

## Rating
| Tập        | Ngày phát sóng | Rating |
| ---------- | -------------- | ------ |
| 1          | 30/04/2018     | 4.86   |
| 2          | 01/05/2018     | 4.58   |
| 3          | 07/05/2018     | 5.13   |
| 4          | 08/05/2018     | 4.87   |
| 5          | 14/05/2018     | 5.58   |
| 6          | 15/05/2018     | 5.33   |
| 7          | 21/05/2018     | 4.65   |
| 8          | 22/05/2018     | 4.89   |
| 9          | 28/05/2018     | 5.8    |
| 10         | 29/05/2018     | 5.4    |
| 11         | 04/06/2018     | 6.0    |
| 12         | 05/06/2018     | 5.48   |
| 13         | 11/06/2018     | 6.4    |
| 14         | 12/06/2018     | 7.73   |
| Trung bình | Trung bình     | 5.48   |